# Riparia (animal)
Riparia es un género de aves paseriformes perteneciente a la familia Hirundinidae. La mayoría de sus miembros se encuentran en África, aunque el avión zapador es migratorio y cría en Eurasia y Norteamérica.
En nombre del género procede del término latino ripa que significa «ribera», por lo que el significado del género es «de la ribera, de la orilla del río».

## Especies
Contiene las siguientes especies:
- Avión paludícola — Riparia paludicola (Vieillot, 1817)
- Avión paludícola asiático — Riparia chinensis (J. E. Gray, 1830)
- Avión del Congo — Riparia congica (Reichenow, 1887)
- Avión zapador — Riparia riparia (Linnaeus, 1758)
- Avión pálido — Riparia diluta (Sharpe y Wyatt, 1893)
- Avión cinchado — Riparia cincta (Boddaert, 1783)